# كيف تروض تنينك: العالم الخفي

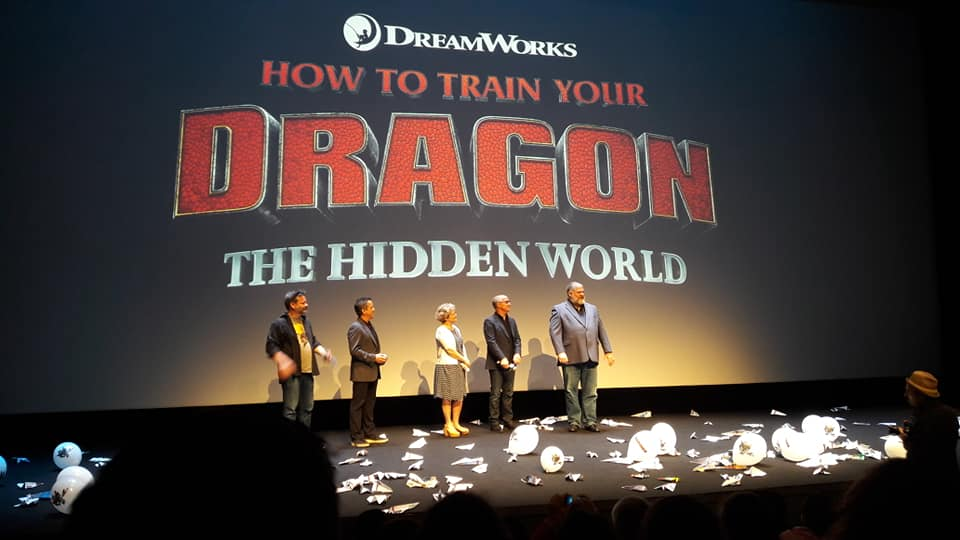
عرض فيلم "كيف تروض تنينك" في مهرجان آنسي الدولي لافلام الرسوم المتحركة 2018

كيف تروض تنينك: العالم الخفي (بالإنجليزية: How To Train Your Dragon The Hidden World) هو فلم رسوم متحركة عن طريق الحاسوب ثلاثي الأبعاد من إنتاج شركة دريم ووركس أنيميشن وتوزيع يونيفرسال ستوديوز، استنادا على سلسلة كتاب من نفس الاسم من قبل كريسيدا كويل. وهو التتمة لفلم كيف تروض تنينك 2010 وفلم كيف تروض تنينك 2 2014. وهو الفلم الثالث والأخير من الثلاثية.

الفلم من كتابة وإخراج دين ديبلوس ونجوم الأدوار الصويتية اللذين شاركوا بالجزء الأول والثاني جاي باروشيل وجيرارد بتلر وكريغ فيرغسون وأمريكا فيرارا وجونا هيل وكريستوفر مينتز-بلاز وتي جاي ميلر وكريستين ويج بالإضافة كيت بلانشيت ودجيمون هونسو وكيت هارينغتون اللذين شاركوا في الجزء الثاني بالإضافة ف. موراي أبراهام الذي سيظهر في الجزء الثالث. هذا أول فلم من إنتاج دريم ووركس أنيميشن يتم توزيعه من قبل يونيفرسال ستوديوز. ومن المقرر حاليا أن يتم الإفراج عن الفيلم في الولايات المتحدة في 22 فبراير 2019، من قبل يونيفرسال بيكتشرز.

## القصة
يتناول الفلم بعد سنة كاملة من قصة فيلم (كيف تروض تنينك 2) قصة هيكاب (حازوقة في النسخة العربية) الذي أصبح زعيم قبيلته بعد وفاة والده في أحداث الجزء الثاني وصديقه تنين توثليس (أبو سن في النسخة العربية) الذي أصبح ملك التنانين. هيكاب يحقق حلمه في بناء دراغون يوتوبيا (مدينة التنانين الفاضلة). يكتشف توثليس تنين غضب النهار التي لا مثيل لهه يأخذها بعيدا.
عندما يتصاعد خطر في القرية يصبح عهد هيكاب كزعيم القرية في اختبار. يجب على توثليس وهيكاب اتخاذ قرارات مستحيلة لانقاذ نوعهم التنانين والبشر.

## الشخصيات
- جاي باروشيل حازوقة بطل القصة ابن رازين الواسع (ستويك بالنسخة الاجنبية) وفالكا. زعيم قرية بيرك وأفضل أصدقائه أبو سن تنين غضب الليل.
- كيت بلانشيت فالكا زوجة رازين الواسع ووالدة حازوقة ظهرت في أحداث الجزء الثاني.
- جيرارد بتلر رازين الواسع الزعيم السابق لقرية بيرك والد حازوقه توفي في أحداث الجزء الثاني.
- كريغ فيرغسون غوبر صديق رازين ومحارب الثاني في القبيلة.
- أمريكا فيرارا أستريد هوفرسين خطيبة حازوقة وزوجته المستقبلية (في نهاية الفيلم يتزوج حازوقة من أستريد) تنينها زوبعة الافعى المميتة.
- كيت هارينغتون إيرت ابن ايرت كان سابقا أحد صيادي دراغو القبضة الدموية لكن أصبح الآن صديقا لحازوقه.
- جونا هيل مخاط جلف أحد فرسان التنين تنينه خطاف ناب الكابوس المرعب.
- كريستوفر مينتز-بلاز زعنف صديق حازوقه لديه معلومات كثيرة عن التنانين تنينه مقبضة لحم.
- تي جاي ميلر شكس شكل شقيق التوأم خشنه شكل.
- كريستين ويج خشنه شكل شقيقة التوأم شكس شكل.
- ف. موراي أبراهام جريميل (الدب الشره)الشرير الجديد للفلم دوره يعتبر أشرس صياد للتنانين حيث انه قتل كل أنواع تنانين (غضب الليل)باستثناء ابوسن.[6]

## الإنتاج
في ديسمبر 2010 أكد الرئيس التنفيذي لشركة دريم ووركس أنيميشن جيفري كاتزنبرج أنه سيكون هناك جزء ثالث من سلسلة أفلام كيف تروض تنينك. وقال كاتب ومخرج الفلم دين ديبلوس أن فلم كيف تروض تنينك 2 تم تصميمه عمدا باعتباره العمل الثاني من الثلاثية وأن هناك بعض الشخصيات والحالات في الفلم الثاني سيكون لها تأثير في الفلم الثالث. على الرغم من أن ثلاثية كيف تروض تنينك اتخذت مسارا مختلفا عن الرواية الأصلية كشفت مؤلفة الرواية الأصلية كريسيدا كويل أن سلسلة الأفلام والرواية سوف يكون لها نفس النهاية (شرح لماذا لم تعد التنانين موجودة).
في 17 أبريل 2018 دريم ووركس أنيميشن أعلنت عن تغير عنوان الفلم إلى كيف تروض تنينك: العالم الخفي 

## تاريخ الإصدار
تغير موعد الإصدار أكثر من مرة حيث كان من المقرر إصدار الفلم 18 يونيو 2016 . ثم في سبتمبر 2014 تم تغيير الموعد إلى 9 يونيو 2017 . في يناير 2015 تم تغيير الوعد إلى 28 يونيو 2018 ثم مرة أخرى ال 18 مايو 2018 . تم الاستقرار على الموعد النهائي في 1 مارس 2019 . لكن في 27 سبتمبر 2018 تم تقديم الموعد إلى 22 فبراير 2019.

## الموسيقى التصويرية
John Powell جون باول؛ الذي قام بتلحين الفلمين السابقين، عاد ليلحن موسيقى هذا الفلم، بالإضافة، معاونو جون باول باتو سينر، أنتوني ويليس وبول مونسي ذكروا كملحنين إضافيين. أيضاً عاد من الفلمين السابقين jónsi الذي كتب أغنية جديدة للفلم، بعنوان "together from afar", والتي تم إصدارها كأغنية منفردة في ٣١ يناير، ٢٠١٩.[٢٦] كما قد قام jónsi بتقديم صوته لموسيقى تصويرية بعنوان العالم الخفي "the hidden world". [٢٧]
| No. | Title                                                 | Length |
| --- | ----------------------------------------------------- | ------ |
| 1.  | "Raiders Return to Busy, Busy Berk"                   | 5:26   |
| 2.  | "Dinner Talk / Grimmel's Introduction"                | 3:53   |
| 3.  | "Legend Has It / Cliffside Playtime"                  | 4:21   |
| 4.  | "Toothless: Smitten"                                  | 3:15   |
| 5.  | "Worst Pep Talk Ever"                                 | 2:40   |
| 6.  | "Night Fury Killer"                                   | 3:35   |
| 7.  | "Exodus!"                                             | 4:38   |
| 8.  | "Third Date"                                          | 6:48   |
| 9.  | "New 'New Tail'"                                      | 1:28   |
| 10. | "Furies in Love"                                      | 3.03   |
| 11. | "Killer Dragons"                                      | 5:04   |
| 12. | "With Love Comes a Great Waterfall"                   | 2:08   |
| 13. | "The Hidden World" (feat. Jónsi)                      | 5:16   |
| 14. | "Armada Battle"                                       | 8:40   |
| 15. | "As Long As He's Safe"                                | 6:29   |
| 16. | "Once There Were Dragons"                             | 5:45   |
| 17. | "Together From Afar" (Written and performed by Jónsi) | 3:17   |

| No. | Title                    | Length |
| --- | ------------------------ | ------ |
| 18. | "The Hidden World Suite" | 6:40   |

معزوفات البيانو المنفردة
في مايو ٢٠٢٠، أصدر john powell ألبوماً جديداً بعنوان "piano solos from how to train your dragon : the hidden world." [٢٨] الألبوم يحوي على تسع مقطوعات من موسيقى باول التصويرية الأصلية والتي تم إعادة تلحينها حديثاً وتأديتها من قبل batu sener، والذي قدم موسيقى إضافية للجزء الثالث من سلسلة كيف تدرب تنينك وتعاون مع باول في العديد من المقطوعات الموسيقية الأخرى. يتم طباعة وتوزيع الألحان من هذا الألبوم من قبل شركة هال ليونارد للنشر. تم إصدار الألبوم بواسطة 5 Cat Studios ، وهي شركة تسجيل يملكها جون باول.
| No. | Title                                           | Length |
| --- | ----------------------------------------------- | ------ |
| 1.  | "Legend Has It (Arr. for Piano Solo)"           | 4:36   |
| 2.  | "Toothless: Smitten (Arr. for Piano Solo)"      | 3:09   |
| 3.  | "Exodus! (Arr. for Piano Solo)"                 | 4:42   |
| 4.  | "Third Date (Arr. for Piano Solo)"              | 1:23   |
| 5.  | "New 'New Tail' (Arr. for Piano Solo)"          | 1:27   |
| 6.  | "Furies in Love (Arr. for Piano Solo)"          | 3:24   |
| 7.  | "With Love Comes Loss (Arr. for Piano Solo)"    | 1:10   |
| 8.  | "The Hidden World (Arr. for Piano Solo)"        | 2:07   |
| 9.  | "Once There Were Dragons (Arr. for Piano Solo)" |        |

## روابط خارجية
- كيف تروض تنينك: العالم الخفي على موقع IMDb (الإنجليزية)
- كيف تروض تنينك: العالم الخفي على موقع ميتاكريتيك (الإنجليزية)
- كيف تروض تنينك: العالم الخفي على موقع روتن توميتوز (الإنجليزية)
- كيف تروض تنينك: العالم الخفي على موقع ألو سيني (الفرنسية)
- كيف تروض تنينك: العالم الخفي على موقع أول موفي (الإنجليزية)
- كيف تروض تنينك: العالم الخفي على موقع بوكس أوفيس موجو (الإنجليزية)
- كيف تروض تنينك: العالم الخفي على موقع فيلمافينيتي (الإسبانية)
- كيف تروض تنينك: العالم الخفي على موقع قاعدة بيانات الفيلم (الإنجليزية)
- كيف تروض تنينك: العالم الخفي على موقع ليتربوكسد (الإنجليزية)
- كيف تروض تنينك: العالم الخفي على موقع كينوبويسك (الروسية)